# Kenichi Mine
Kenichi Mine (峰 健一 Mine Kenichi?, nacido el 20 de mayo de 1981) es un seiyū japonés de Osaka, Japón, afiliado con Pro-Fit.

## Voces interpretadas
Los roles de importancia están escritos en negritas.

### Anime
2005
- AIR (Bandido - ep 2 del especial)
- Desert Punk (Residente - eps 22 y 23)
- Fushigiboshi no Futago Hime (Soldado Beabea - ep 3)
- Girls Bravo (Hermano mayor - ep 18)

2006
- Asatte no Hōkō (Personal de servicio - ep 7)

2007
- Naruto Shippūden: La película (Guardián del palacio)
- School Days (Profesora de química - ep 2, Presidente del Consejo Estudiantil - eps 6 al 8)

2008
- Noramimi (Chokohatto - ep 3)

2012
- Accel World (Cliente A)
- Another (Kenzou Kawahori)
- Inu × Boku SS (Profesor - ep 10)